# 遠くまで (稲葉浩志の曲)
「遠くまで」（とおくまで）は、日本の音楽ユニット・B'zのボーカリスト・稲葉浩志の楽曲。1998年12月16日にRooms RECORDSから1作目のシングルとして発売された。

## 概要
ソロでは初となるシングル。前年発売のアルバム『マグマ』の流れを汲んでおり、インタビューで『マグマ』シリーズのひとつの形と語ったこともある。同年に行なわれたライブツアー『B'z LIVE-GYM '98 "SURVIVE"』が開始される時期に、ツアー終了後はどうするかという話でソロをやることになり、「そういえばまだソロ・シングルを出していない」ということから本作が制作された。
なお本作に収録されたのは3曲だが、同時期に歌詞まで付けた楽曲がこれらを含めて5曲存在していた。残る2曲のうちの1曲が、アルバム『志庵』に収録の「LOVE LETTER」であることが判明した。
収録された3曲はいずれも打ち込みを使わずレコーディングされた。
表題曲をどれにするのか大変迷ったらしく、「アルバムだと全てが並列になっているから、好きな曲を選んでくださいという感じだけど、シングルは表題曲を選ばなくちゃならない。」「B'zの時は責任感が半々だし、松本さんが悩んでいると、『これにしようよ』と後押しする方。ソロだと全部自分で決めなくちゃいけないし、表題曲を決める作業になると優柔不断になっちゃうから、自分はシングルに向いてない。」とまで発言していた。この時の経験は後の『KI』の形式に繋がることになった。
3曲ともオリジナル・アルバムには未収録。ただし、「遠くまで」はコンピレーション・アルバム『BEST HIT BEING』に、「CHAIN」はコンピレーション・アルバム『It's TV SHOW!!』に収録されている。
ジャケット写真は九十九里浜にて撮影された。
3曲ともビデオクリップが制作されている。
- 「遠くまで」は稲葉本人のコンセプトを反映させており、草木が生い茂る森を抜けた先のニューヨークの街中で、周囲にいる人々が吸血鬼や動物に変化していく様に稲葉には見えるという設定。周りを気にしながら生きているという、詞の内容をイメージさせる映像となっている[6]。
- 「CHAIN」はモノクロ映像であり、建物の門の前や子供達が遊んでいる公園のブランコの前などで、稲葉がコードのついたマイクを持ちながら歌う様子を収録している。「遠くまで」の撮影の合間にハーレムの公園のゲート前で撮影された[6]。
- 「Not Too Late」は、黒いジャケットを着た直立不動の稲葉が歌う様子と、白いセーターを着て海の波を背景にして佇む様子などを交互に収録している。

## 収録曲
1. 遠くまで (4:56)
  - テレビで披露されたのは、1998年12月25日放送の『ミュージックステーションスペシャル スーパーライブ98』でソロとして初出演した時と、1998年の年末に放送された『NO.スペシャル』の2番組のみである。
  - ソロツアーではすべて演奏されているが、『Koshi Inaba LIVE 2014 〜en-ball〜』では、日替わりにする予定だったことが「Saturday」のPVで分かる。
  - ライブでは最後にロングシャウトすることが多い。
2. CHAIN (3:37)
  - このCDでのキーはト長調だが、『Koshi Inaba LIVE 2004 〜en〜』では1音下げてヘ長調で演奏された。『Koshi Inaba LIVE 2014 〜en-ball〜』以降はCDどおりの原曲キーで演奏されている。
  - 『Koshi Inaba LIVE 2016 〜enIII〜』では、日替わりラストナンバーとして演奏された。
3. Not Too Late (4:26)
  - 「遠くまで」同様にストリングスを使用した曲。
  - このシングルで唯一、ライブ未演奏曲である。

## 参加ミュージシャン
- 稲葉浩志：ボーカル、全曲作詞・作曲・編曲
- 寺島良一：ギター、編曲
- 野村昌之：エンジニア
- 池田大介：ストリングスアレンジ
- 黒瀬蛙一：ドラム
- 宇田川博史：ベース
- 小野塚晃：キーボード
- 松野弘明：ヴァイオリン
- 江口有香：ヴァイオリン
- 篠崎友美：ヴィオラ
- 千本博愛：チェロ

## タイアップ
- TBS系『王様のブランチ』エンディングテーマ（#1）
- テレビ朝日系『スーパーJチャンネル』エンディングテーマ（#1）
- TBS系『スーパーサッカー』テーマソング（#2）
- 第78回全国高等学校ラグビーフットボール大会テーマソング（#3）

## 収録アルバム
- コンピレーションアルバム『It's TV SHOW!!』（#2）
- コンピレーションアルバム『BEST HIT BEING』（#1）